# Фредериктаун (Пенсилванија)
Фредериктаун (енгл. Fredericktown) насељено је место без административног статуса у америчкој савезној држави Пенсилванија.

## Демографија
По попису из 2010. године број становника је 403.
| Група             | 2000.    | 2010.       |
| Белци             | 0 (0,0%) | 371 (92,1%) |
| Афроамериканци    | 0 (0,0%) | 21 (5,2%)   |
| Азијати           | 0 (0,0%) | 0 (0,0%)    |
| Хиспаноамериканци | 0 (0,0%) | 5 (1,2%)    |
| Укупно            | 0        | 403         |